# Gut Varrel
Das Gut Varrel in Stuhr, An der Graft 3, stammt aus dem 14. Jahrhundert. Die heutigen Gebäude wurden zwischen dem 18. und 20. Jahrhundert erbaut. Das am Gewässer der Varreler Bäke liegende Gut ist heute ein Veranstaltungs- und Kulturzentrum des Ortes.
Das Ensemble steht unter Denkmalschutz.

## Geschichte

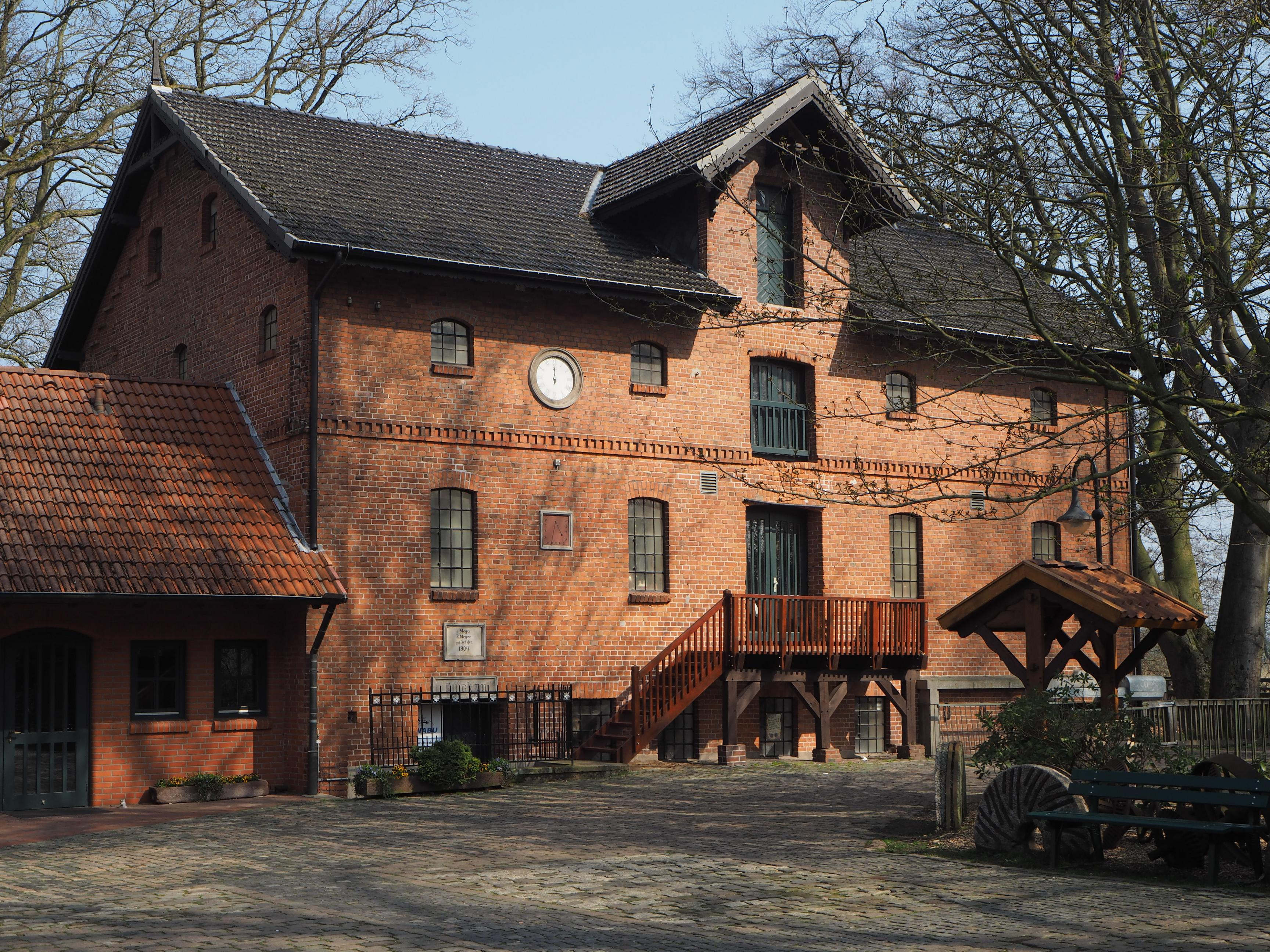
Mühlengebäude

Heinrich der Löwe von Baiern und Sachsen schloss mit dem Bremer Erzbischof Balduin I. von Bremen 1171 einen Vertrag zur Besiedlung von Stuhr. In ihren Diensten stand der landadelige Ritter Friedrich von Mackenstedt, der den Bruch zwischen Brinkum, Mackenstedt und Huchting nach Hollerrecht verkaufen durfte. Nach einer Urkunde von 1289 erlaubte Erzbischof Giselbert von Bremen dem Kloster Heiligenrode, in den „...wüsten Oertern Stelle und Verlebrinc (Varrel) Neubrüche“ anzulegen.
1381 erteilte der dem Erzbistum Bremen lehnspflichte Graf Otto IV. (Oldenburg-Delmenhorst) die Erlaubnis zur Gründung des Klostergutes Varrel. Das Gut wurde von Klostermeiern bewirtschaftet. 1581 übernahm im Rahmen der Säkularisierung Graf Anton I. von Oldenburg das Klostergut Varrel, das nun als gräfliches Gut durch einen Meier bewirtschaftet wurde.
1606 ließ Graf Anton den Klosterbach – heute Varreler Bäke – aufstauen und eine Wassermühle als Kupfermühle bauen, die 1655 an den Kupferschmiedemeister Berndt Pundt verkauft wurde. Pundt war der erste bürgerliche Eigentümer des Gutes.
1976 kaufte die Gemeinde Stuhr das Gut von der Witwe Dora Meyer.
Der Förderverein Gut Varrel von 1980 mit heute (2022) um 580 Mitgliedern saniert, baut und betreut die Anlage. Er gibt die Varreler Gutspost heraus.

## Gebäude
Die Anlage besteht aus:

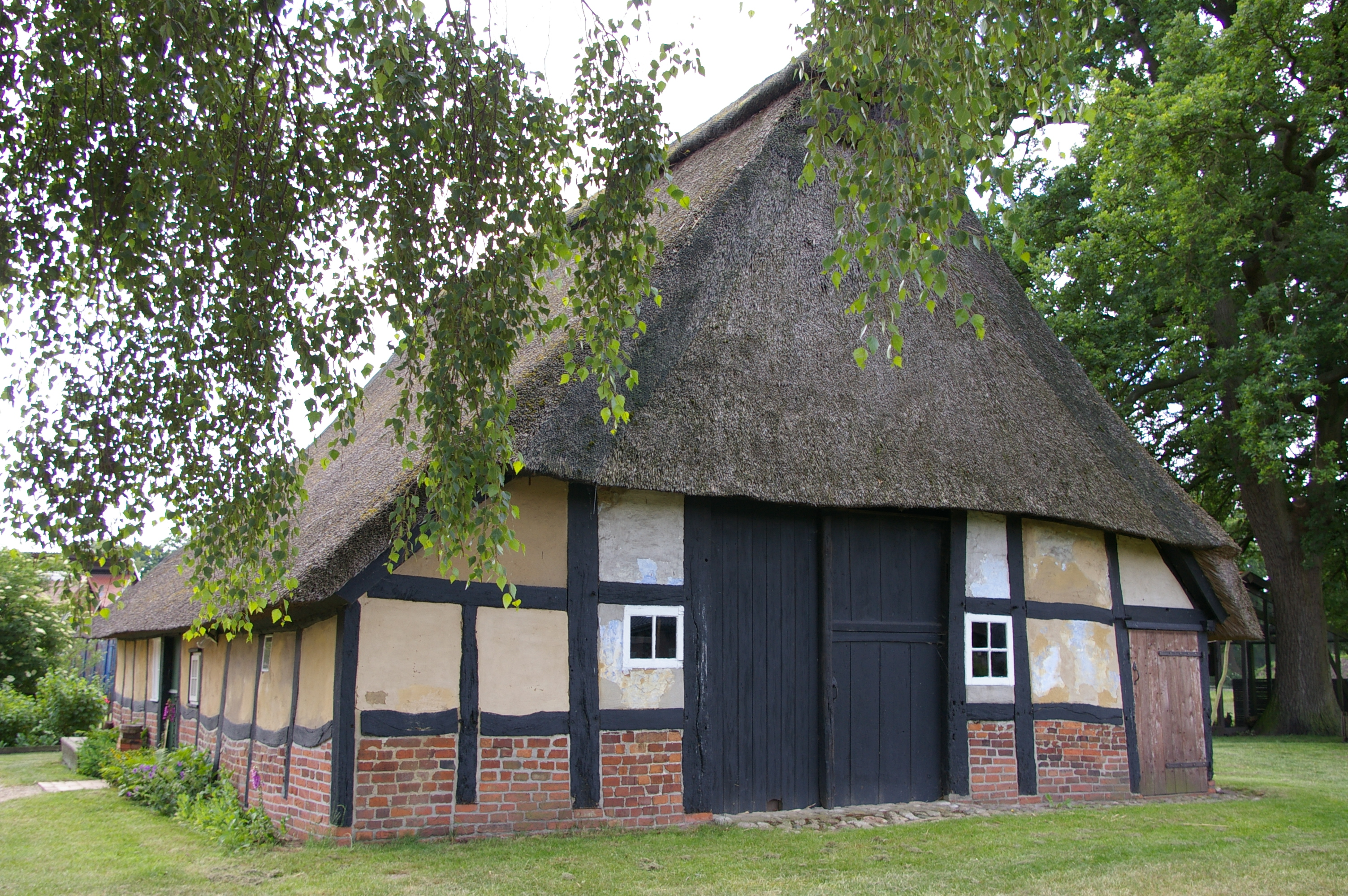
Rauchhaus

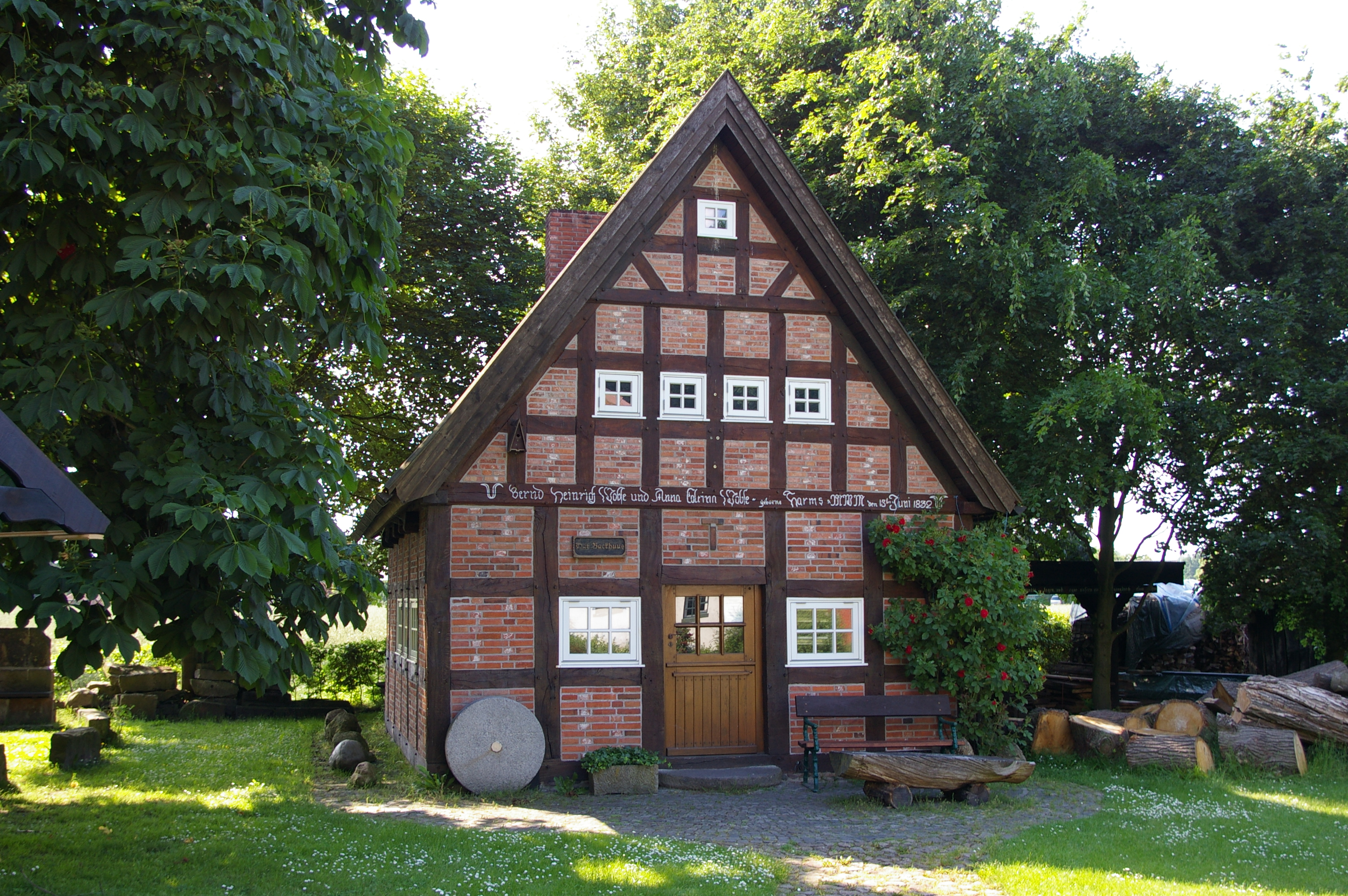
Backhaus

- Gutshaus von um 1800: eingeschossiges verklinkertes Fachwerkhaus mit Steinausfachungen und zweigeschossigem Giebelrisalit am Eingangsbereich; ältestes und oft umgebautes Gebäude des Gutes, ab 1985 saniert
- Mühlengebäude: zweigeschossige verklinkerte  Wassermühle von 1904 mit einem Dachhaus und mit Verladeanlage, genutzt als Kupfermühle, bald danach Walkmühle für Lodentuch; zuvor: erste Mühle von 1798 mit Mahl- und einem Sägegang, die 1903 abbrannte; heute: Nutzung durch den TuS Varrel als Vereinsheim für Mitglieder und Freunde, mit gastromischem Bereich auch für Feiern; im KG: Werkstatt des NABU
- Gutsscheune als Ständerwerk von 1903: zuvor bis 1873 ein Speicher und bis 1900 eine Scheune, die zwischenzeitlich Heuerhaus und danach Viehstall war; heute: 620 m² großer Veranstaltungssaal
- Fachwerkscheune von 1985 als Wiederaufbau eines Gebäudes aus Ganderkesee, Ortsteil Bookholzberg, mit teils 300 Jahre alten Teilen, errichtet nahe der Stelle, wo bis 1972 ein alter Schweinestall und ein Maschinenschuppen standen; seit 2012 Werkstattscheune der Baumannschaft
- Backhaus: gebaut 1734 in Stiftenhöfte bei Harpstedt, 1988 abgebaut und 2002 Wiederaufbau: Verklinkertes Fachwerkhaus mit einer Inschrift; seit 2004 wieder als Backhaus genutzt
- Remise für Lager und Leiterwagen; zuvor bis 2000 kleiner Holzunterstand
- Spritzenhaus, von 1924 bis 1950 Standort einer Handspritze; heute werden museale Geräte aufbewahrt
- Rauchhaus an der Grünen Straße von 1825 aus älteren Bauteilen, 500 m entfernt vom Gut; Fachwerkhaus mit reetgedecktem Krüppelwalmdach ohne Schornstein, wobei der Rauch von der ursprünglich offenen Feuerstelle durch das Gebälk und den Dachboden nach draußen abzog, ehem. Heuerlingshaus, noch bis 1950 genutzt, bis in die 1960er Jahre bewohnt; nach 2005 saniert, heute Museum

Im Veranstaltungs- und Kulturzentrum finden Konzerte, Theater, Comedy, Vorträge, Osterfeuer, Sommerfeste, Trauungen und Hochzeiten statt.

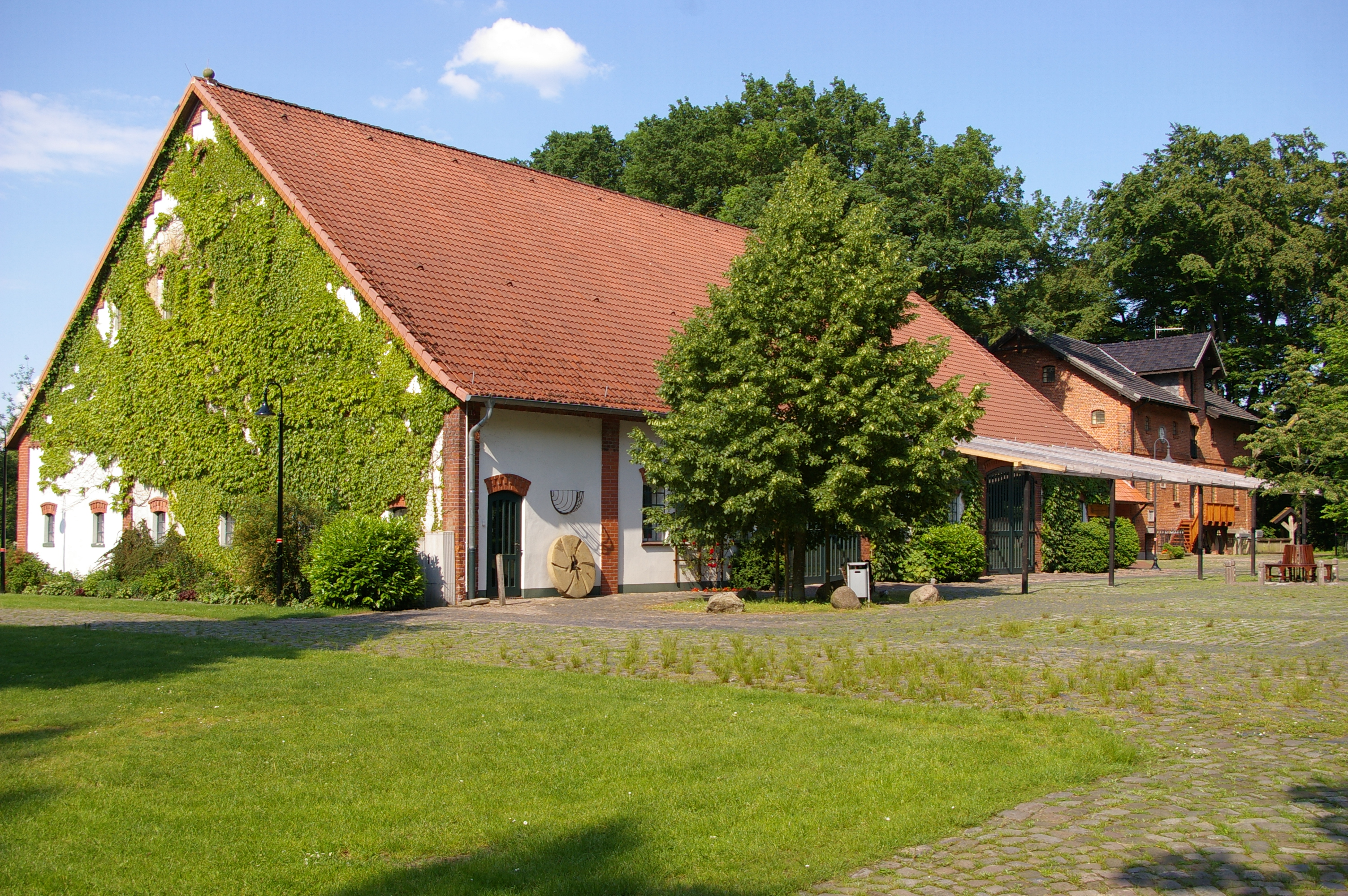
Gutsscheune und Wassermühle
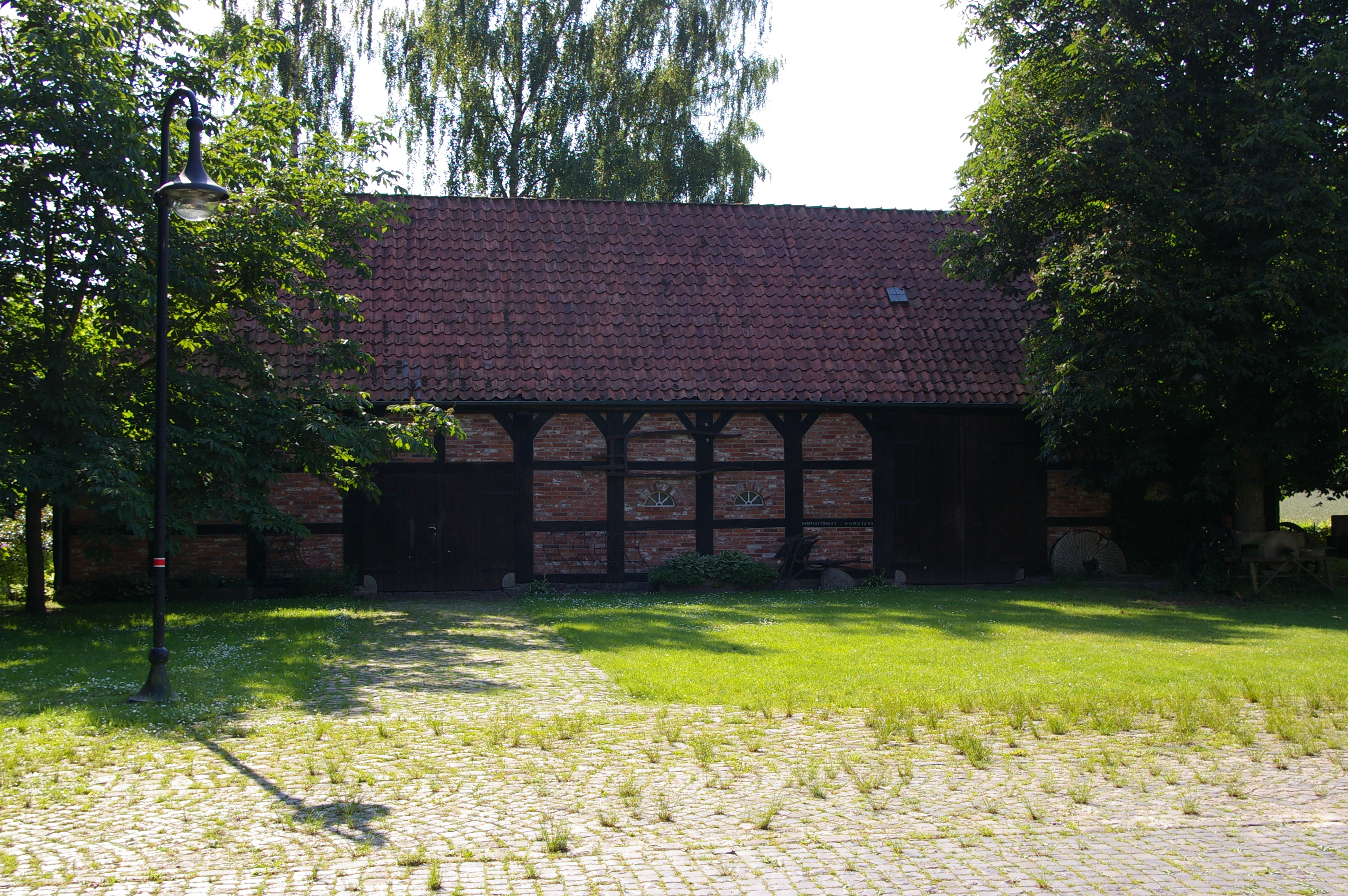
Fachwerkscheune
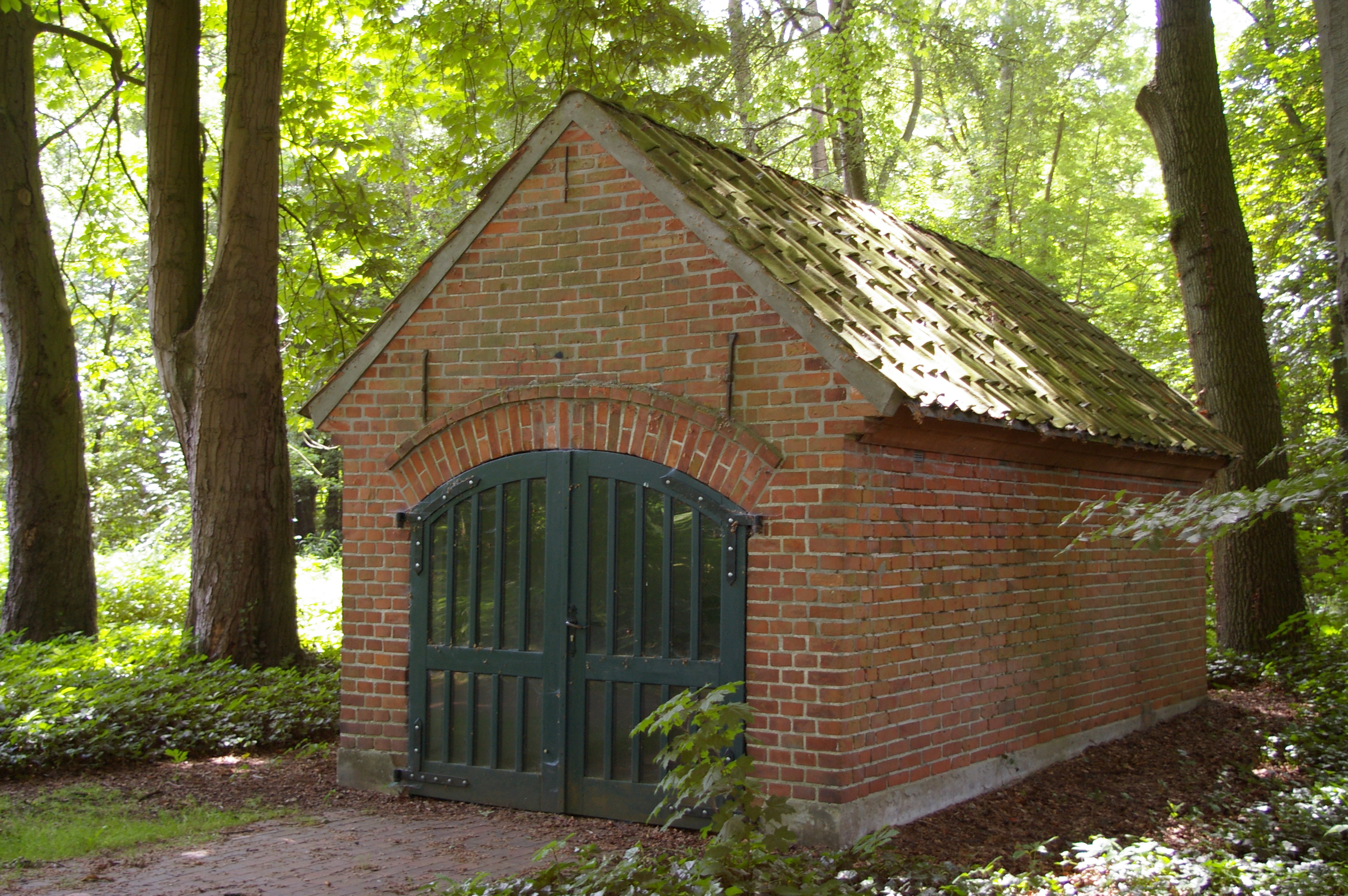
Spritzenhaus
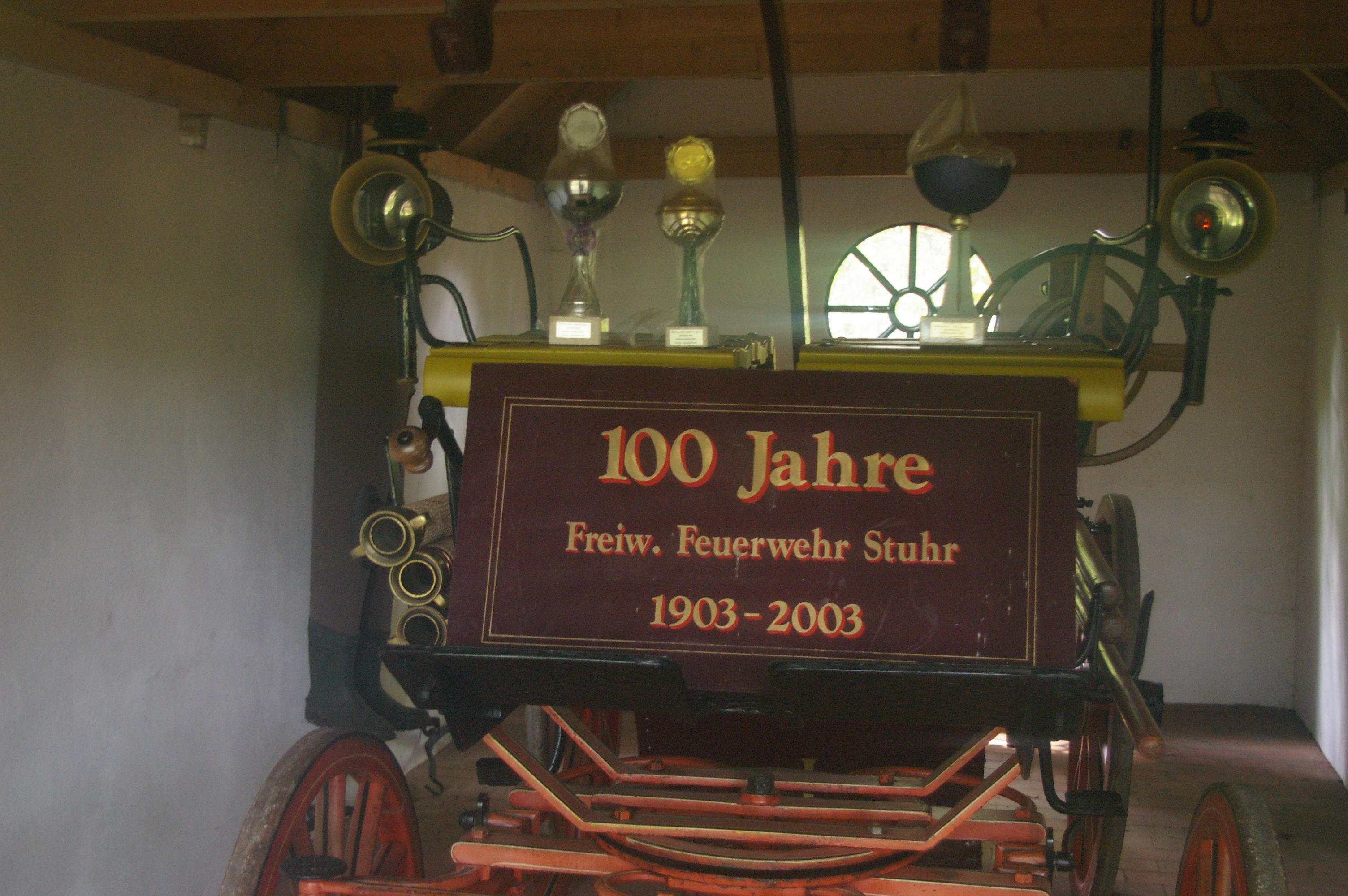
Löschwagen im Spritzenhaus